# یاپتون
یاپتون (به انگلیسی: Yapton) یک روستا و محله مدنی در بریتانیا است که در Arun واقع شده‌است. یاپتون ۷٫۹ کیلومتر مربع مساحت و ۳٬۵۷۱ نفر جمعیت دارد.